# Pandemia de COVID-19 en República de China
El primer caso de la pandemia de COVID-19 en la República de China (Taiwán) se registró el 21 de enero de 2020, el paciente era una mujer mayor proveniente de la República Popular China (China continental). A partir de abril de 2020, la pandemia de la enfermedad por coronavirus 2019 (COVID-19) ha tenido un impacto más moderado en la República de China que en muchos países vecinos, con relativamente pocas infecciones en general.
El gobierno taiwanés integró datos del sistema nacional de salud y a las autoridades de inmigración y aduanas para ayudar en la identificación y respuesta al virus. Los esfuerzos del gobierno se coordinan a través del Centro Nacional de Comando de Salud (NHCC) de los Centros de Control de Enfermedades de Taiwán, establecidos para ayudar en la gestión de desastres para epidemias después del brote de SARS de 2004.
A partir del 19 de marzo, a los extranjeros se les prohibió ingresar a Taiwán, con algunas excepciones, como aquellos que llevan a cabo la vigencia de un contrato comercial, que poseen certificados de residente extranjero válidos, credenciales diplomáticas u otra documentación oficial y permisos especiales.
El Journal of the American Medical Association afirma que Taiwán participó en 124 acciones discretas para prevenir la propagación de la enfermedad, incluida la detección temprana de vuelos desde China continental y el seguimiento de casos individuales.
El manejo del brote por parte de Taiwán ha recibido elogios internacionales por su eficacia en la cuarentena de las personas y al usar la «cerca electrónica» para frenar el virus, a pesar de no poder reunir información de la Organización Mundial de la Salud (OMS) debido a que China continental lo prohibió, y es visto como el modelo para que otros países aprendan. Hasta el 8 de junio, se habían realizado 73 471 pruebas en Taiwán y la gran mayoría no confirmaba un diagnóstico de coronavirus.
Hasta el 23 de julio de 2022, hay 4,408,857 casos confirmados, 8,531 fallecidos y 3,862,047 pacientes recuperados del virus.

## Cronología
El 21 de enero, se confirmó el primer caso en Taiwán en una mujer de 50 años que acababa de regresar al aeropuerto internacional de Taoyuan de su trabajo de enseñanza en Wuhan. Informó por iniciativa propia y fue hospitalizada sin ingreso doméstico formal. El primer caso doméstico fue diagnosticado en Taiwán el 28 de enero. Entre los primeros casos confirmados se encuentra un hombre taiwanés de unos 50 años que recibió una multa de NT $ 300,000 por no informar sus síntomas e intentar ocultar sus actividades posteriores, lo que condujo a un posible incidente de contaminación en un salón de baile en Kaohsiung. La primera muerte en Taiwán se confirmó el 16 de febrero con un hombre de unos 60 años que tenía hepatitis B y diabetes. Se informó que una mujer en Taiwán dio positivo por un nuevo coronavirus el 19 de febrero de 2020, aunque no había viajado fuera de Taiwán en dos años. El 29 de febrero de 2020 se notificaron cinco nuevos casos de coronavirus en Taiwán, cuatro de los cuales marcaron la primera transmisión de la enfermedad en un hospital.

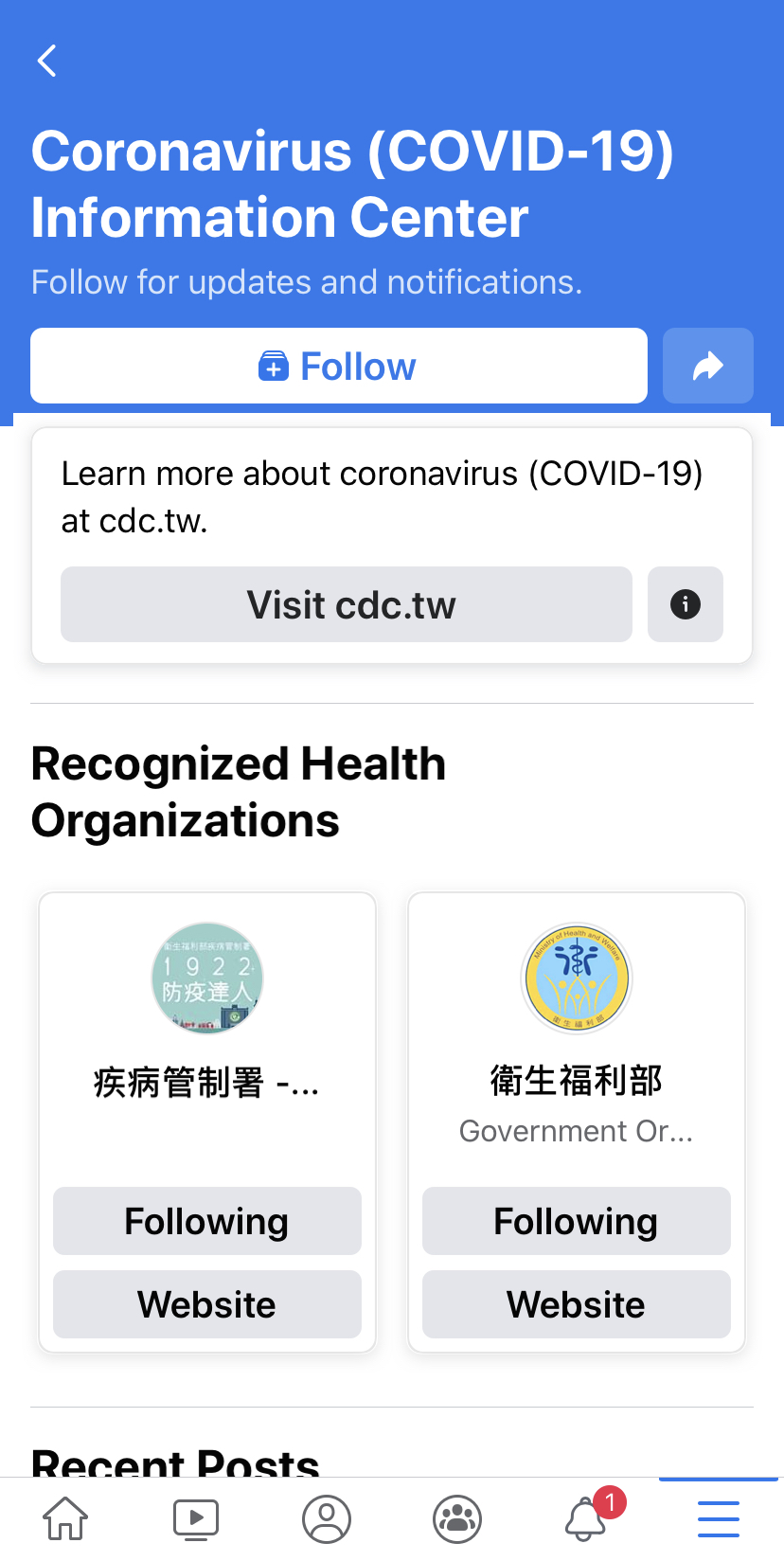
Portal de información oficial de la pandemia de COVID-19 en Taiwán en Facebook

El quincuagésimo caso de coronavirus de Taiwán se confirmó el 13 de marzo de 2020, un expatriado estadounidense que recibió a cuatro ciudadanos estadounidenses en su casa en Taiwán. Al día siguiente, se confirmó que tres nuevos casos de coronavirus fueron importados de Europa. Un ciudadano taiwanés a bordo del Diamond Princess dio positivo el 6 de febrero. Hasta el 19 de febrero, cinco ciudadanos taiwaneses a bordo del barco dieron positivo. Dos taiwaneses que cayeron enfermos en la Princesa Diamante fueron dados de alta de los hospitales japoneses en febrero de 2020. Los otros diecinueve pasajeros taiwaneses en el Diamond Princess fueron puestos en cuarentena en Taiwán hasta el 7 de marzo de 2020. Todos dieron negativo para coronavirus y fueron liberados. El caso índice de coronavirus en Taiwán se recuperó de la enfermedad y fue dado de alta del hospital el 6 de febrero de 2020. Aproximadamente una semana después, un segundo ciudadano taiwanés, el décimo caso de coronavirus, también se había recuperado. Hasta el 14 de abril de 2020, 124 personas se habían recuperado del coronavirus en Taiwán. El 15 de marzo, Taiwán anunció seis nuevos casos, todos importados. El ministro de salud de Taiwán ha aconsejado a las personas que permanezcan en Taiwán y eviten viajar. El 20 de marzo de 2020, Taiwán notificó 27 casos nuevos, el mayor aumento en un solo día. La segunda muerte relacionada con el coronavirus en Taiwán se anunció el 20 de marzo e involucró a un hombre de unos 80 años, que no tenía antecedentes de viajes recientes, pero tenía hipertensión, diabetes y dependía de diálisis renal. El 29 de marzo se informó de la muerte de un guía que había dirigido viajes a Austria y la República Checa. Al día siguiente, se informó que dos ciudadanos taiwaneses que habían viajado a España murieron de coronavirus. Un hombre taiwanés que había recorrido Egipto en marzo murió de coronavirus el 9 de abril.
El 9 de agosto fueron anunciado los resultados preliminares de un estudio por la Universidad Nacional de Taiwán realizado conjuntamente con el gobierno del Condado de Changhua en la costa occidental de la isla que habían encontrado anticuerpos asociados con infecciones de coronavirus resueltas en residentes del condado. El estudio intenta examinar 10.000 personas en cuatro grupos de residentes de Changhua: personas con infecciones confirmadas, sus contactos, personas que se habían ingresado en la cuarentena pero sin confirmar tener o no tener el virus, y médicos. Después de solo 3.000 pruebas, los autores del estudio ya encontraron anticuerpos en individuos en todos los grupos, aunque se ignora el número exacto hasta concluir el estudio y presentar los resultados completos el 25 de agosto. El NHCC comentó que podría ser que coronavirus estaba circulando en Taiwán sin identificar y podría ser la fuente de 10 casos de origen desconocido. A pesar de eso, iba a esperar hasta los resultados completos antes de comentar o actuar más porque no había evidencia de infecciones extendidas o descontroladas.
A pesar de dichos temores, los resultados parciales del estudio, retrasados hasta el 27 de agosto por el proceso de evaluación por pares, han indicado que solo cuatro de 4.841 sujetos actualmente tienen anticuerpos de COVID-19. Eso sugiere un rato de solo 0,083% de casos desconocidos. El estudio añadió que las personas con casos confirmados poseen anticuerpos más de cien días después de contagiarse, surgiendo que las vacunas tendrán gran efecto en controlar la pandemia.
El 20 de agosto se anunció que la compañía biomédica Adimmune Corp. había recibido permiso para empezar pruebas de una vacuna en humanos.
Al 27 de agosto, hay 487 casos confirmados, siete muertes, y 462 pacientes recuperados.

## Estadísticas

### Casos por divisiones administrativas
| Kaohsiung          | 459 025   | 849,5   |
| Nueva Taipéi       | 883 104   | 717,44  |
| Taichung           | 456 352   | 935,25  |
| Tainan             | 271 612   | 840,77  |
| Taipéi             | 386 911   | 619,63  |
| Taoyuan            | 458 524   | 860,29  |
| Ciudad de Chiayi   | 33 860    | 863,26  |
| Ciudad de Hsinchu  | 75 328    | 920,11  |
| Ciudad de Keelung  | 83 354    | 656,94  |
| Changhua           | 190 888   | 878,43  |
| Chiayi             | 53 087    | 798,4   |
| Hsinchu            | 100 822   | 849,5   |
| Hualien            | 61 957    | 994,76  |
| Kinmen             | 6173      | 633,4   |
| Matsu              | 1488      | 1305,44 |
| Miaoli             | 78 166    | 914,16  |
| Nantou             | 62 295    | 812,32  |
| Penghu             | 9544      | 969,4   |
| Pingtung           | 121 540   | 859,53  |
| Taitung            | 34 207    | 1061,91 |
| Yilan              | 78 496    | 917,72  |
| Yunlin             | 72 667    | 759,65  |
| República de China | 3 979 400 | 814,15  |

## Medidas preventivas

### Antes del primer caso reportado

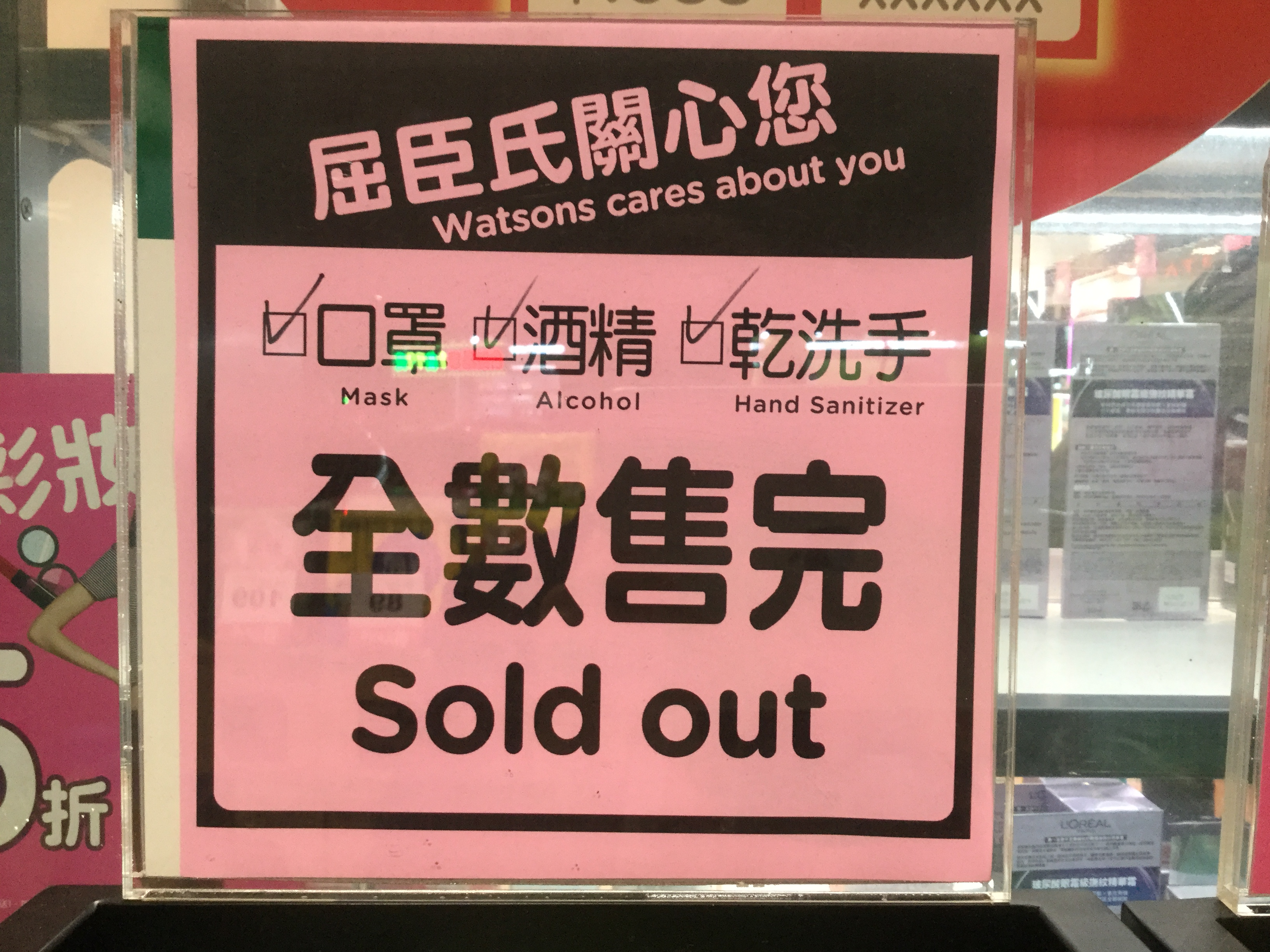
Máscaras quirúrgicas y otros equipos médicos vendidos en Taiwán

El 31 de diciembre de 2019, los Centros de Control de Enfermedades de Taiwán (CDC) implementaron medidas de inspección para vuelos entrantes desde Wuhan, China, en respuesta a informes de un brote no identificado. Los pasajeros de todos estos vuelos fueron inspeccionados por funcionarios de salud antes de desembarcar.  Los CDC monitorearon de cerca a un pasajero de seis años que se transfirió a Wuhan y desarrolló fiebre. En este momento, se alegaba que había 27 casos de una nueva neumonía en Wuhan.
Para el 1 de enero de 2020, los CDC de Taiwán comenzaron a monitorear a todas las personas que habían viajado a Wuhan dentro de catorce días y presentaban fiebre o síntomas de infecciones del tracto respiratorio superior. Estas personas fueron examinadas para detectar 26 patógenos conocidos, incluido el SARS y el síndrome respiratorio de Medio Oriente, y los que dieron positivo fueron puestos en cuarentena. El 16 de enero el CDC alarma sobre los viajes de Wuhan ya que no se puede descartar la posibilidad de transmisión entre humanos.

### Después del primer caso reportado

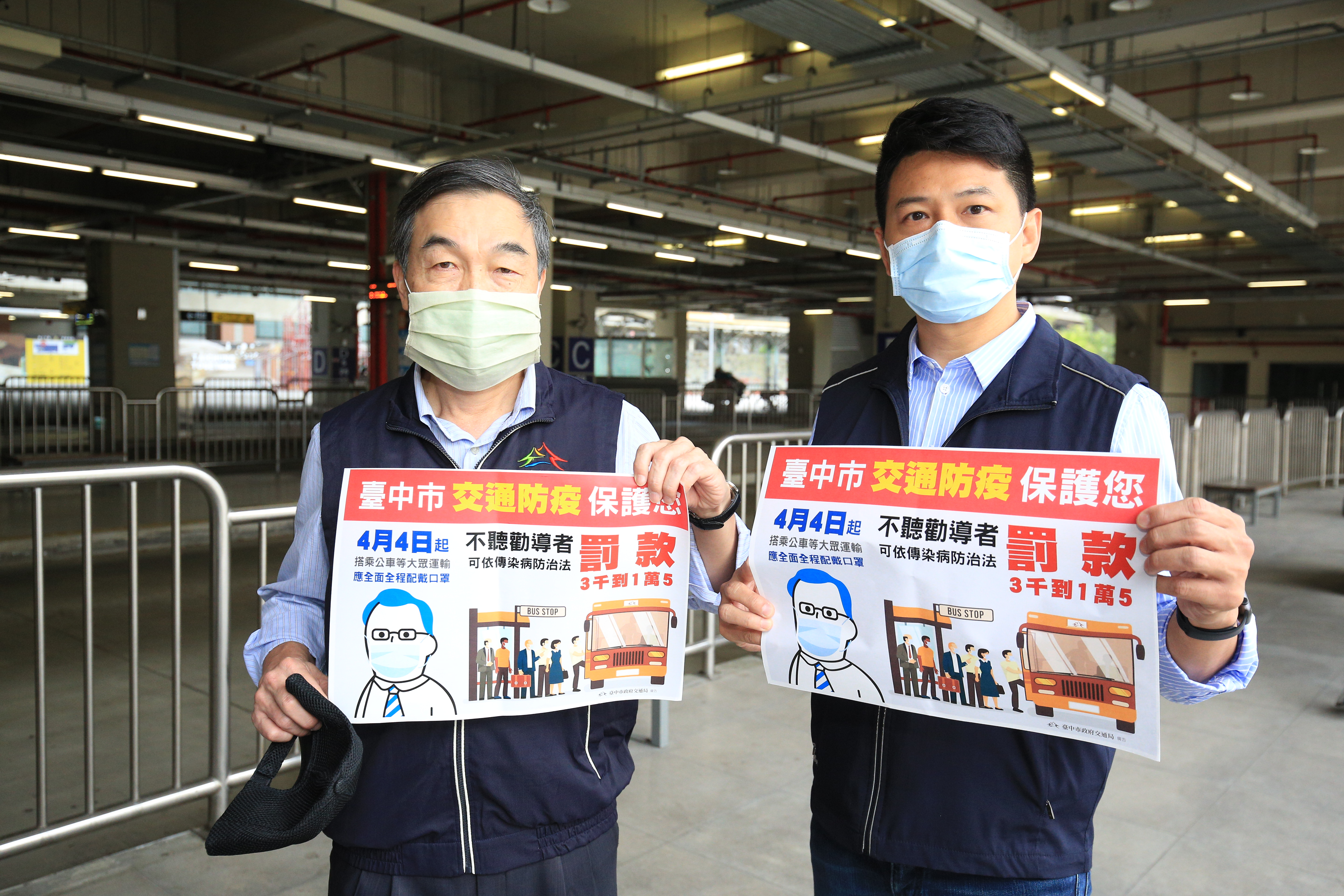
Medidas preventivas contra el coronavirus en Taichung

Después de que se informara el primer caso del coronavirus el 21 de enero, China Airlines cancela los 2 vuelos entre Taiwán y Wuhan a partir del 10 de febrero hasta el 27 del mismo mes.  El gobierno taiwanés anunció una prohibición temporal de la exportación de máscaras faciales durante un mes el 24 de enero para asegurar un suministro de máscaras para sus propios ciudadanos. La prohibición se extendió dos veces; el 13 de febrero hasta finales de abril y el 13 de abril hasta finales de junio. El 6 de febrero, el gobierno instituyó un sistema de racionamiento de mascarillas, exigiendo a los ciudadanos que presenten su tarjeta del Seguro Nacional de Salud. Antes de su implementación, el sistema se extendió a los titulares del Certificado de Residencia Extranjera y a las personas con permisos de entrada válidos. A las personas con documentos de identidad impares se les permitía comprar máscaras los lunes, miércoles y viernes; los que tenían documentos de identidad pares debían comprar máscaras los martes, jueves y sábados; cualquiera podía comprar máscaras los domingos. A los adultos se les permitió comprar dos máscaras cada visita y los niños cuatro, con la restricción de que deben transcurrir un mínimo de siete días desde la última compra. La restricción de fecha para niños menores de trece años fue revocada el 27 de febrero. A partir del 5 de marzo, a los adultos se les permitió comprar tres máscaras por semana, y la cuota de los niños se elevó a cinco. Las máscaras estaban disponibles para pre-pedido en línea desde el 12 de marzo. En abril, se modificó el sistema de racionamiento de máscaras, para que los adultos pudieran comprar nueve máscaras cada dos semanas. A partir del 9 de abril, se eliminaron las restricciones de fecha específicas. Además, los ciudadanos taiwaneses pueden enviar 30 máscaras cada dos meses al extranjero a familiares de primer o segundo grado. El Ministerio de Relaciones Exteriores de Taiwán asumió la responsabilidad de la distribución de máscaras a las familias de los diplomáticos.

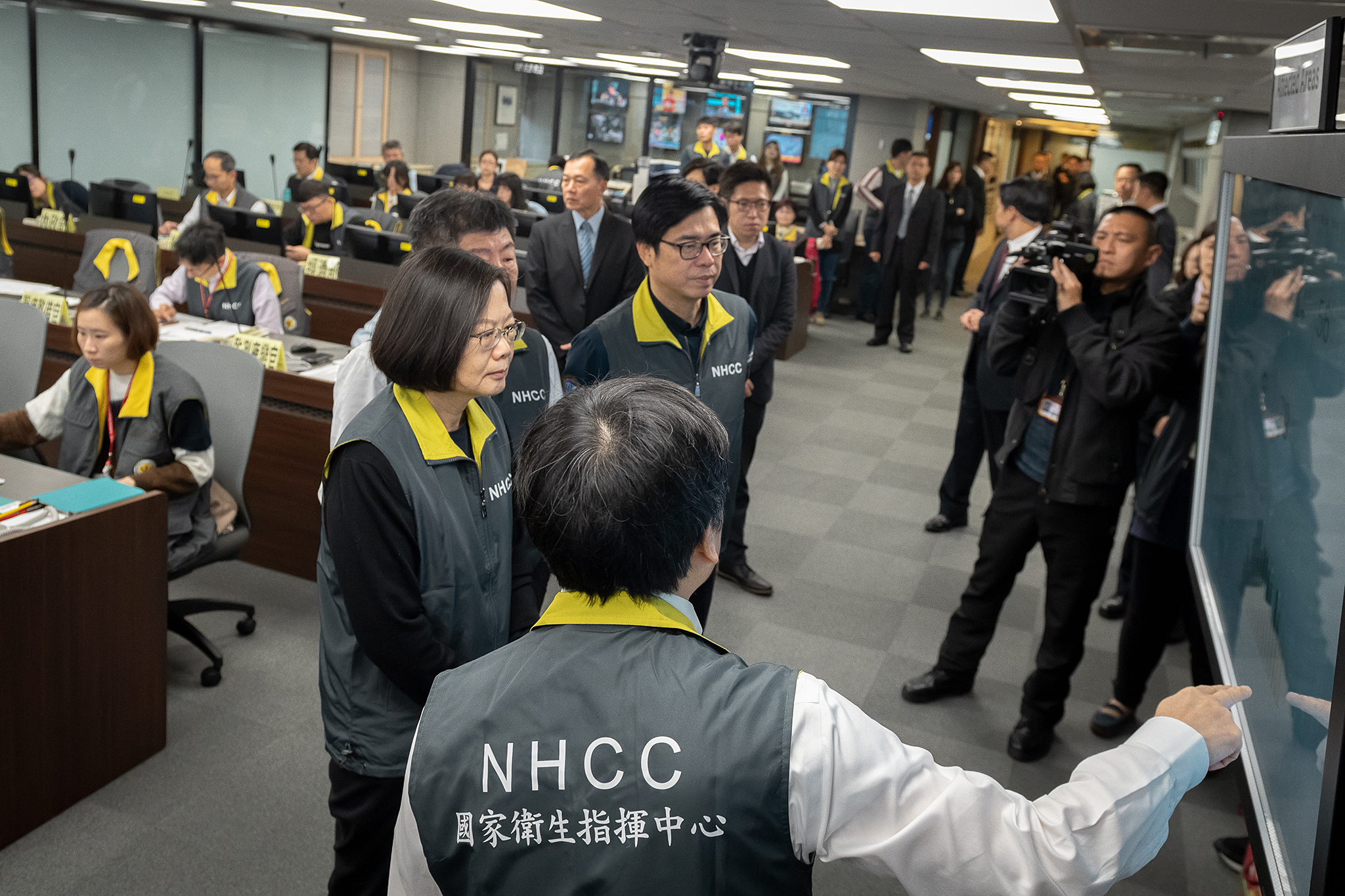
Presidenta de Taiwán visita un Centro de Prevención de Epidemias

El 2 de febrero de 2020, el Centro de Comando Central de Epidemia de Taiwán pospuso la apertura de escuelas primarias y secundarias hasta el 25 de febrero (originalmente el 11 de febrero). A principios de febrero de 2020, el Centro Central de Comando Epidémico de Taiwán solicitó la movilización de las Fuerzas Armadas de Taiwán para contener la propagación del virus y construir las defensas contra él. Se enviaron soldados a los pisos de fábrica de los principales fabricantes de máscaras para ayudar al personal de las 62 líneas adicionales de producción de máscaras que se estaban instalando en ese momento. A principios de marzo, la producción promedio de máscaras quirúrgicas de Taiwán alcanzó los 9,2 millones por día.  A fines de marzo, la producción diaria de mascarillas quirúrgicas alcanzó los 13 millones.

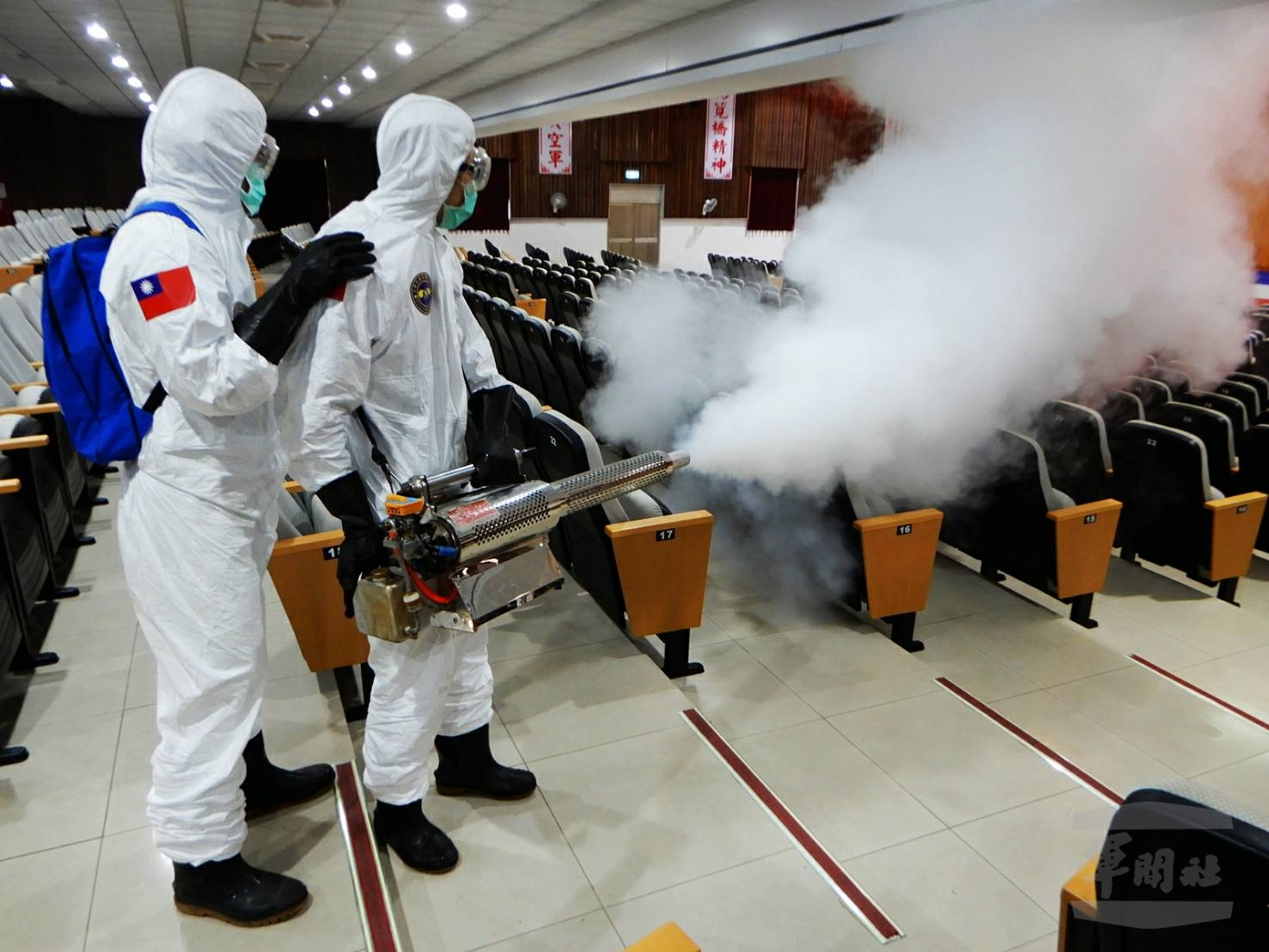
Desinfección contra el COVID-19

La Corporación de Tabaco y Licores de Taiwán y la Corporación de Azúcar de Taiwán aumentaron la producción de alcohol al 75% para su uso en saneamiento. El 25 de febrero de 2020, el Hospital de Mujeres y Niños de Heping, una sucursal del Hospital de la Ciudad de Taipéi, fue designado especialmente para atender a pacientes con coronavirus. Del 4 al 31 de marzo, se prohibió la exportación de termómetros digitales. El 16 de marzo, la administración presidencial de Tsai Ing-wen anunció que Makalot Industrial y otras compañías taiwanesas comenzarían la producción nacional en masa de batas protectoras, poniendo fin a la dependencia de las importaciones estadounidenses de DuPont durante la pandemia.
La Ley Especial sobre Prevención, Alivio y Restauración del COVID-19 fue aprobada por el Yuan Legislativo el 25 de febrero de 2020, seguido de un presupuesto especial para gastos de coronavirus el 13 de marzo de 2020.

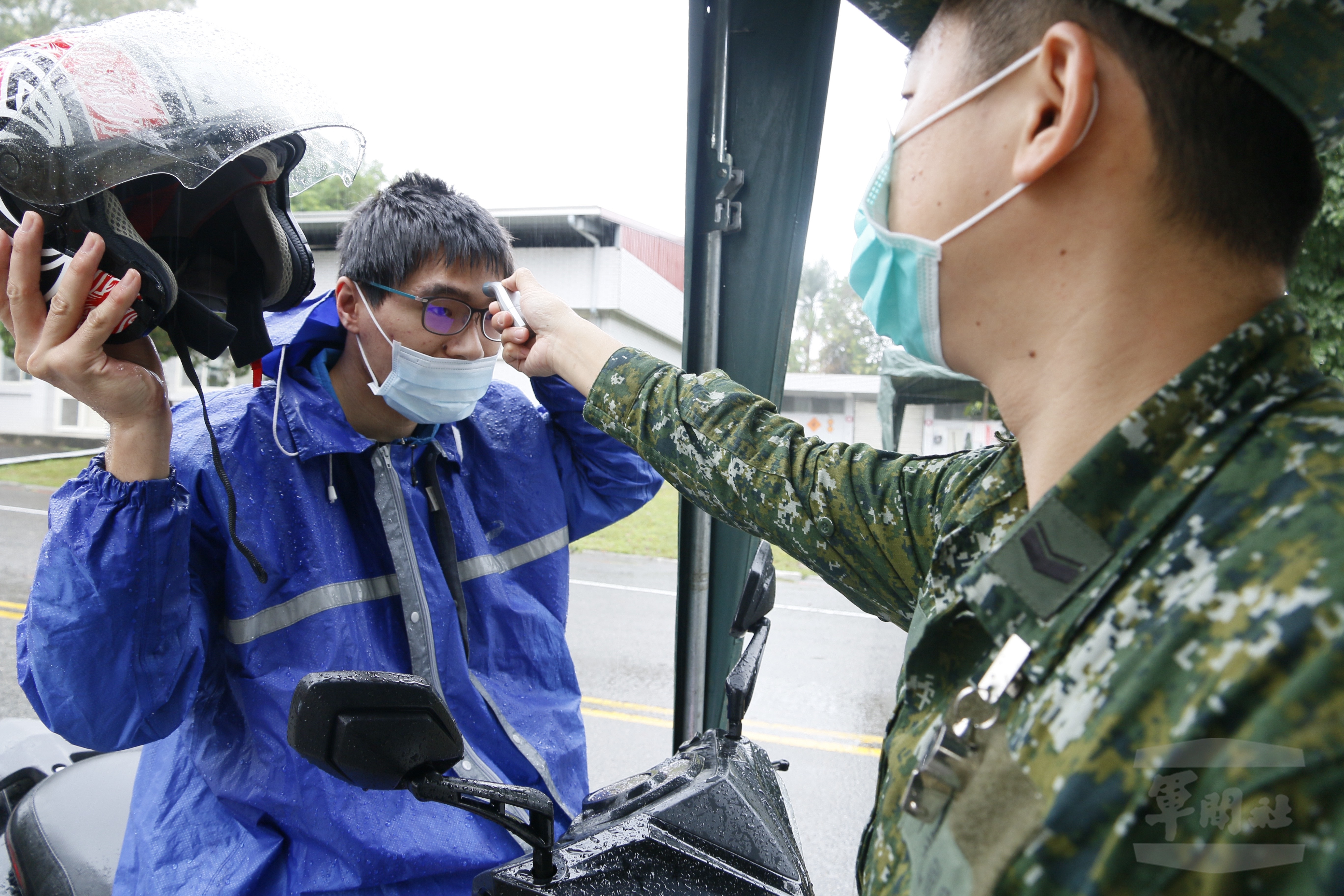
Militar lleva a cabo controles de salud al medir la temperatura de un hombre

A partir del 14 de marzo, las personas que regresen a Taiwán desde la mayor parte de Europa, además de las personas que se hayan trasladado a través de China, Hong Kong, Macao y Dubái, deberán permanecer en cuarentena en sus hogares durante 14 días. A partir del 17 de marzo, los ciudadanos extranjeros permitidos en el país, es decir, aquellos que poseen Certificados de Residencia Extranjera o que están en misiones diplomáticas, comerciales u otras misiones especiales urgentes, pueden alquilar una habitación en un centro público de cuarentena. El 20 de marzo, el CCCE elevó el aviso de viaje global al nivel 3; Se aconseja a los ciudadanos taiwaneses que eviten todos los viajes no esenciales. El 31 de marzo, el ministro de transporte y comunicaciones, Lin Chia-lung, anunció que todos los pasajeros en trenes y autobuses interurbanos debían usar máscaras, al igual que las personas en las paradas de descanso de las autopistas. Taiwan High Speed Rail Corporation instaló cámaras térmicas en las entradas de las doce estaciones ferroviarias de alta velocidad. La Administración de Ferrocarriles de Taiwán hizo lo mismo para cada una de sus 239 estaciones. El CCCE declaró el 3 de abril que a los pasajeros que se nieguen a usar máscaras luego de que se les solicite hacerlo, se les impondrá una multa de NT $ 3,000 a NT $ 15,000, según lo estipulado por la Ley de Control de Enfermedades Transmisibles (傳染病 防治 法).
El 20 de enero, el gobierno consideró que el riesgo planteado por el brote era suficiente para activar el Centro Central de Mando de Epidemia (CCME). Originalmente establecido como una entidad gubernamental de nivel 3, el CCME fue promovido al nivel 1 el 28 de febrero. El CCME ha coordinado las respuestas del gobierno en todas las áreas, incluida la logística para los ciudadanos en el Diamond Princess, la desinfección de los espacios públicos alrededor de las escuelas y brindando sesiones informativas diarias con Chen Shih-chung, el ministro de Salud y Bienestar.

### Rastreo digital
El 27 de enero, el día después del cierre de las fronteras a los provenientes de Wuhan, las bases de datos recopiladas por el Ministerio de Salud y la Agencia de Inmigración se agruparon para rastrear mejor el movimiento de llamadas de personas en riesgo de contagio.
Después de considerar brevemente varias vías para mejorar el seguimiento de las personas "en riesgo", incluida la instalación de un brazalete electrónico inspirado en el sistema implementado en Hong Kong, las autoridades finalmente colaboraron con los operadores de redes móviles para rastrear los teléfonos de los usuarios a través de datos de itinerancia. Por lo tanto, después de la confirmación de que un pasajero del crucero Diamond Princess dio positivo por Covid-19, se compila el mapa de viaje de todos los pasajeros que desembarcaron en Keelung el día anterior, y los puntos de referencia se comunican por SMS. Se recomienda una cuarentena voluntaria en caso de que uno de estos lugares haya sido visitado.

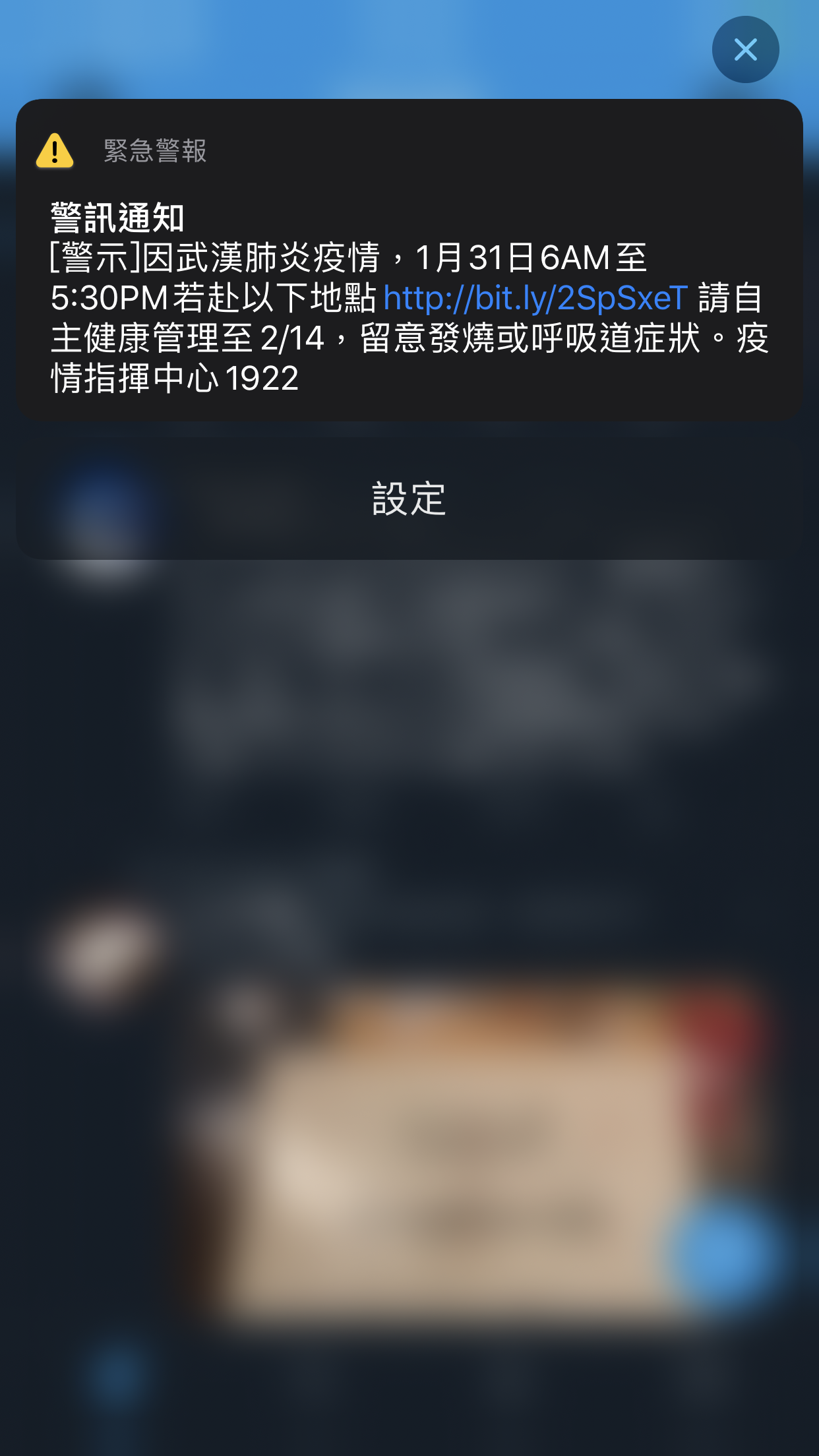
Vista previa del mensaje de alerta enviado a través del Sistema de Advertencia Pública, después de la confirmación de un caso de Covid-19 a bordo del Diamond Princess

El monitoreo de los datos móviles compartidos también garantiza el cumplimiento de los procedimientos de cuarentena. Gracias a la instalación de esta barrera electrónica (también llamada barrera digital), las fuerzas policiales locales y los Centros de Comando de Epidemias son alertados si una persona confinada sale de su casa o apaga su teléfono para evitar el rastreo por geolocalización, y permite una intervención rápida en 15 minutos. Los CCE también hacen dos llamadas al día para asegurarse de que el teléfono móvil no haya sido abandonado voluntariamente. A principios de abril, el rastreo abarcaba una población de alrededor de 55,000 personas en cuarentena. Además, también se extiende a cualquier individuo identificado como un caso positivo.
Esta estrategia de seguimiento digital es legalmente posible a través de una ley que autoriza el acceso a estos datos sin el consentimiento del usuario, según Yu-Lun Liu, médico de los CCE, como una medida de emergencia “que no se utiliza en circunstancias normales”. De hecho, la legislación de la República de China no tiene equivalente al GDPR europeo que rige la recopilación y el procesamiento de datos personales.
En todo el mundo, el principio del rastreo digital también es adoptado por otros países, de acuerdo con aplicaciones específicas para cada uno de ellos, entre Alemania, Austria, China, Corea del Sur, Irán, Israel, Italia y Singapur.
A partir del 18 de marzo, se distribuye un sistema electrónico con geolocalización integrada para cada pasajero que ingresa al territorio, a fin de optimizar el proceso de control de los flujos humanos.
Si bien las instrucciones de prevención no se siguen necesariamente en el marco de los cuatro días de descanso de las festividades religiosas de Qingming, alrededor del 4 y 5 de abril, se envían mensajes de alerta nacional por difusión celular a las personas geolocalizadas en las zonas para recordar buenas prácticas de prevención. Esto constituye el segundo recurso durante la pandemia del Sistema de Alerta Pública, el sistema de alerta nacional para las poblaciones, puesto en marcha después de los eventos relacionados con el Diamond Princess.

### Medidas de control de mascarillas

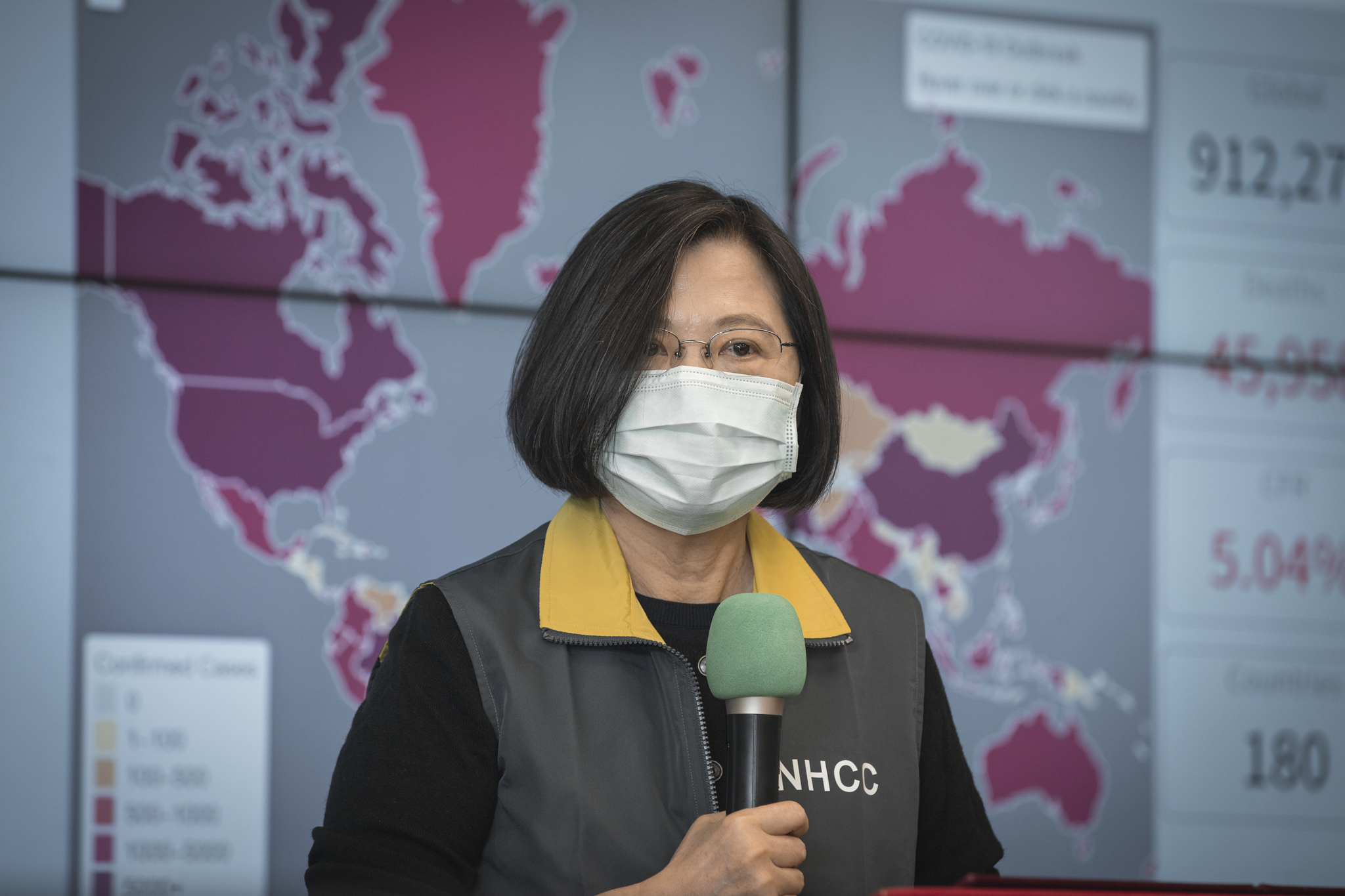
La presidenta Tsai Ing-wen inspeccionando el Centro de Comando de Epidemia Central, el 2 de abril de 2020.

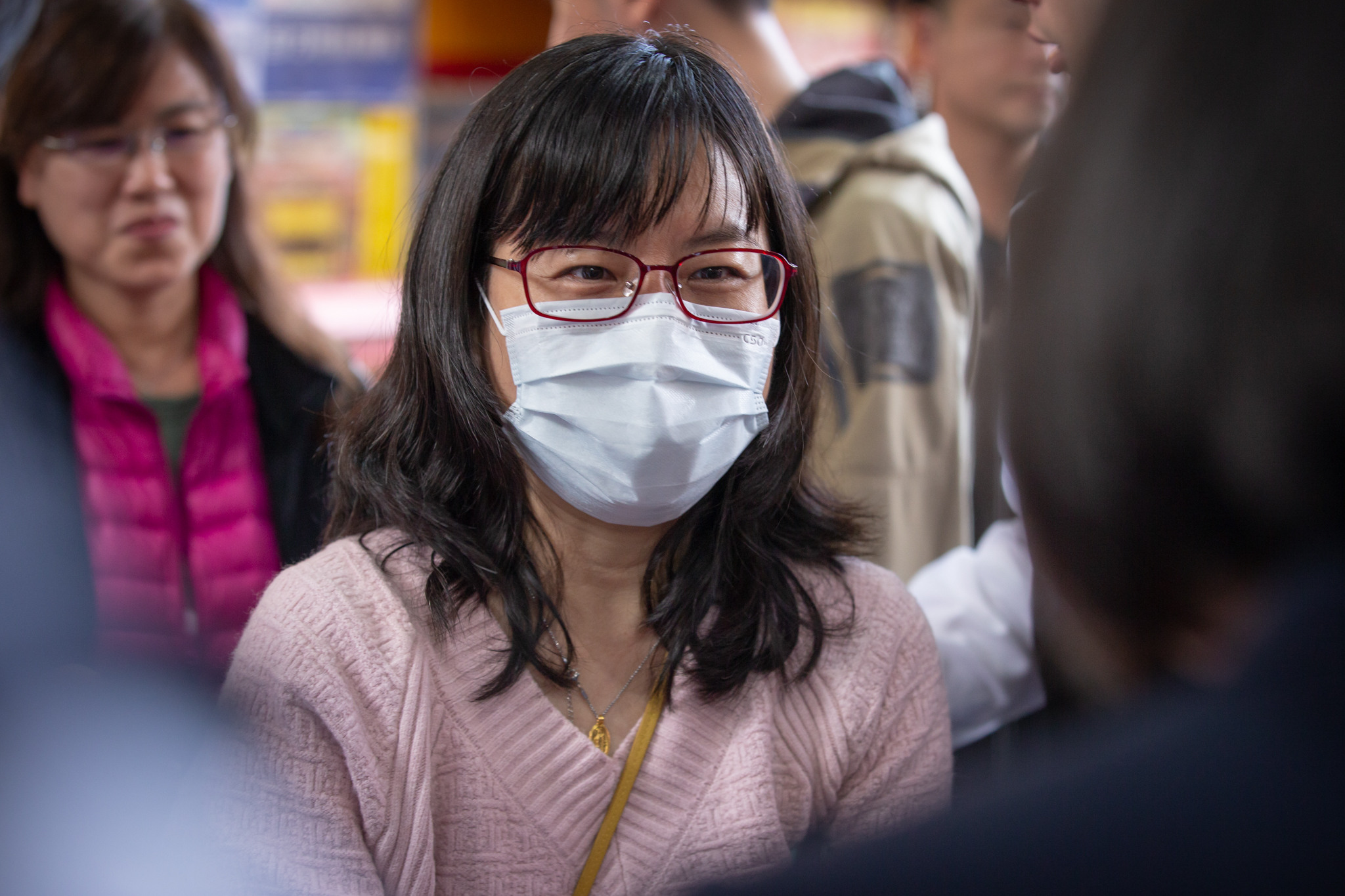
Mujer taiwanesa con mascarilla; fecha: 25 de enero de 2020.

El gobierno taiwanés anunció la prohibición de la exportación de máscaras faciales antes de que la epidemia se extendiera a muchos países, lo que causó controversia; sin embargo, después del estallido de la epidemia, las personas se apresuraron a comprar mascarillas en muchos países del mundo.  Incidentes de confiscación de mascarillas por parte del gobierno también ocurrieron en China continental, el principal fabricante mundial de mascarillas faciales.
A principios de febrero de 2020, el Ejecutivo Yuan adoptó las recomendaciones de los profesores Huang Li-min (黄立民) y Chang Shang-chwen (张 上 淳) de la Escuela de Medicina de la Universidad Nacional de Taiwán, defendiendo que las personas sanas no necesitaban usar máscaras en espacios abiertos El 8 de febrero, Chen Shih-chung, comandante del Centro de Comando de Epidemia Central, afirmó además que no era necesario usar una máscara en el transporte público. Esto provocó una tormenta de protestas. El principal punto de discusión fue que el transporte público, como los autobuses y los vagones MRT, son espacios confinados, y los virus se transmiten más fácilmente que en espacios abiertos.

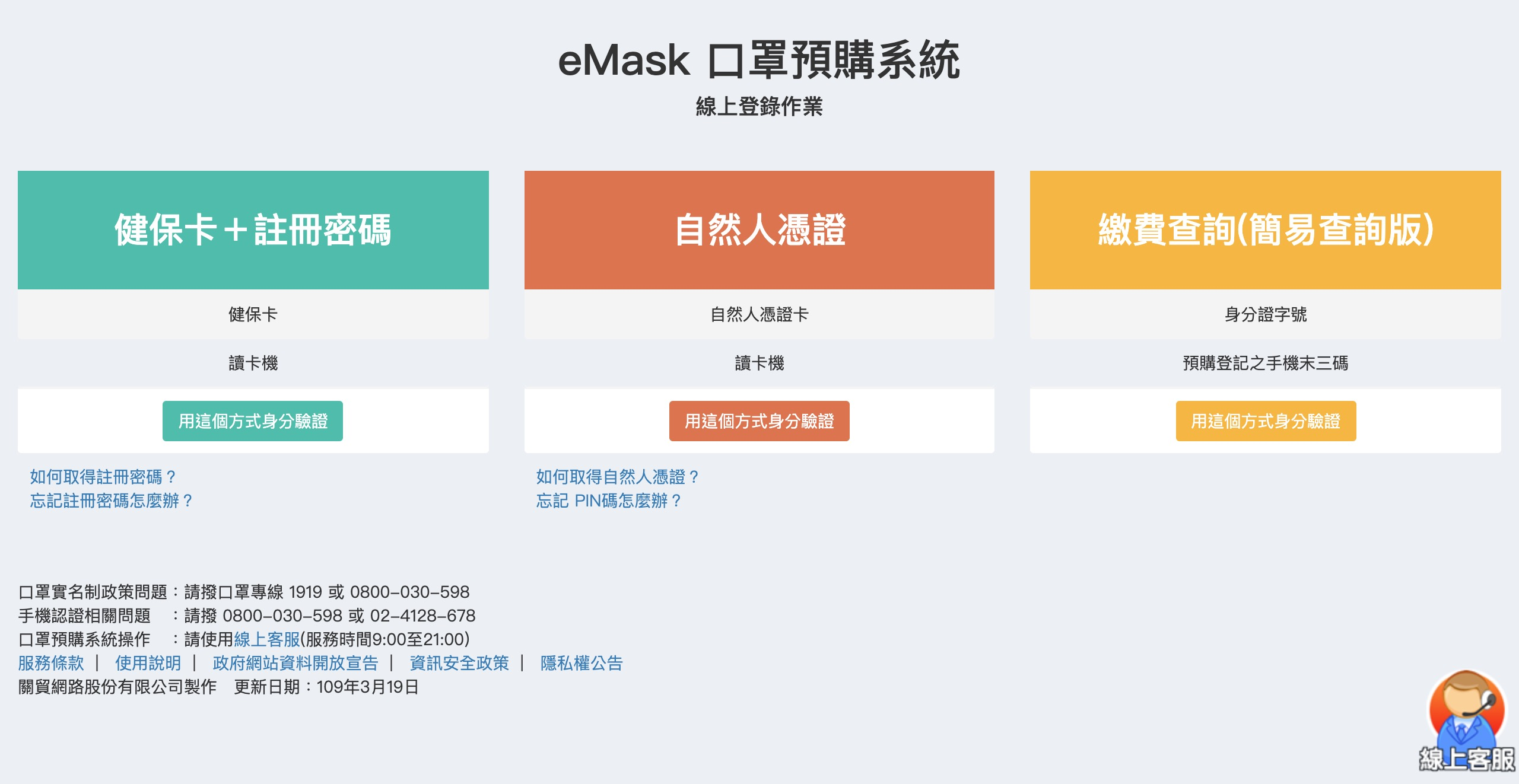
Pantalla de entrada del sistema de pre-pedido de mascarillas.

A principios de abril, la presidenta de Taiwán Tsai Ing-wen, anunció que donaría 10 millones de mascarillas a países que sufrieron severamente la pandemia de coronavirus. En respuesta a la donación, la presidenta de la Comisión Europea, Ursula von der Leyen, escribió en un tuit que la Unión Europea "Realmente aprecio este gesto de solidaridad". El Consejo de Seguridad Nacional de EE. UU. también escribió un tuit agradeciendo a Taiwán por "apoyar y colaborar" con EE. UU. En una conferencia de prensa el 1 de abril del Ministerio de Relaciones Exteriores de China, la portavoz Hua Chunying respondió a las preguntas sobre las donaciones de mascarillas realizadas por Taiwán, y dijo que buscaban politizar la pandemia y "que lo piensen dos veces y que actúen con prudencia".

### Avisos de viaje

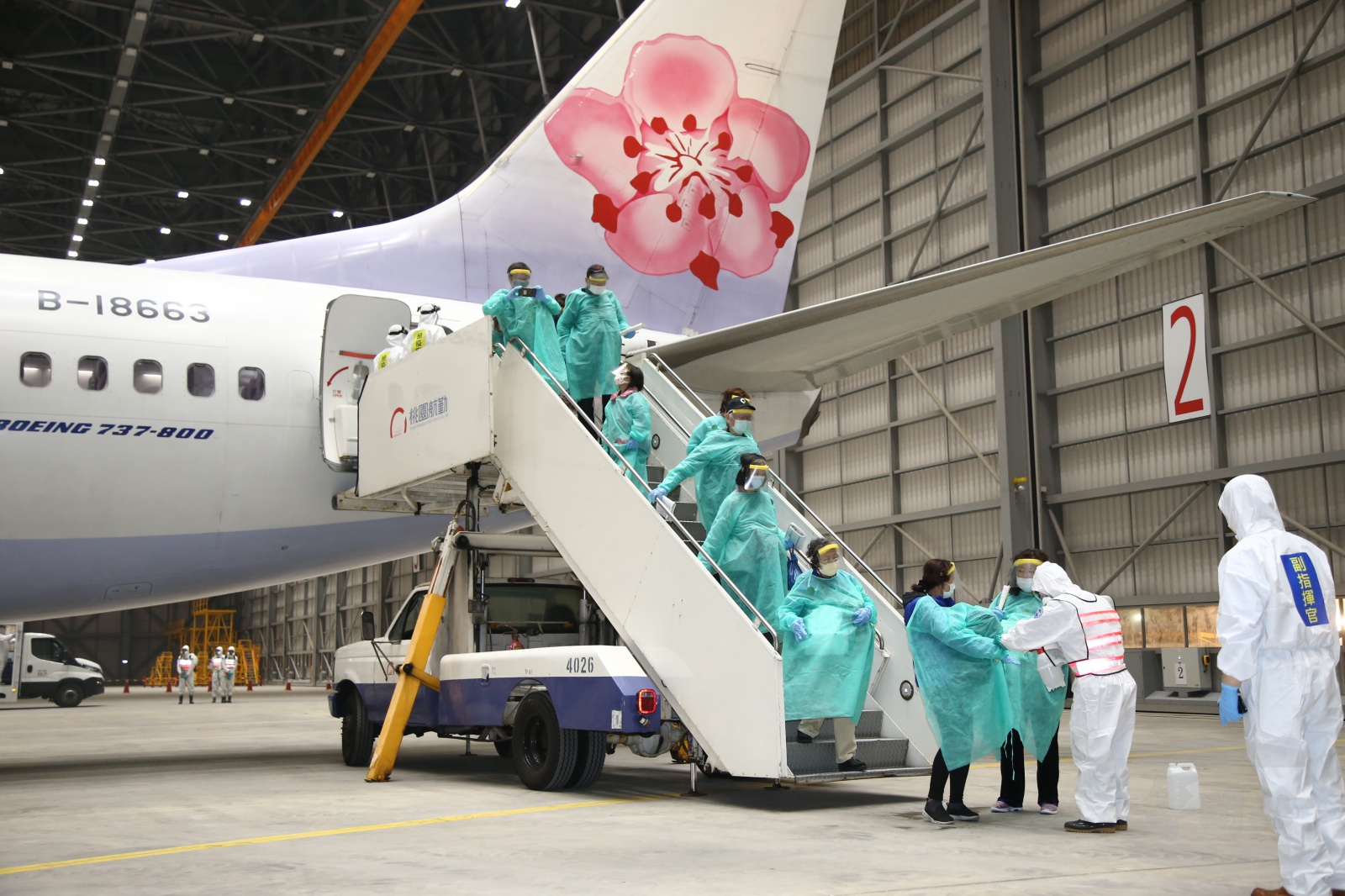
19 taiwaneses regresando del Diamond Princess

Debido al brote de coronavirus, Taiwán ha emitido alertas de viaje de Nivel 3 para cada país o región del mundo. Las autoridades taiwanesas suspendieron los viajes a China a partir de febrero de 2020. La duración de la prohibición se extendió hasta abril de 2020 y se expandió para cubrir Hong Kong y Macao. El 31 de enero, Italia prohibió los vuelos desde China continental, Hong Kong, Macao y Taiwán. Sin embargo, a China Airlines se le permitió volar a ciudadanos taiwaneses en Italia a Taiwán. Taiwán anunció una prohibición de cruceros que ingresen a todos los puertos taiwaneses a partir del 6 de febrero. El 10 de febrero, Filipinas anunció la prohibición de la entrada de ciudadanos taiwaneses debido a la Política de Una China. Más tarde, el 14 de febrero, el portavoz presidencial de Filipinas, Salvador Panelo, anunció el levantamiento de la prohibición temporal a Taiwán. El 23 de febrero de 2020, Taiwán prohibió a los profesionales médicos de primera línea que trabajan en hospitales que viajen a áreas ubicadas bajo una alerta de viaje de Nivel 3. La prohibición permanecerá vigente hasta el 30 de junio. El 16 de marzo, el Yuan Ejecutivo anunció que los maestros y estudiantes de secundaria y nivel inferior tenían prohibido viajar al extranjero hasta julio. A partir del 19 de marzo, a los extranjeros se les prohibió ingresar a Taiwán, con algunas excepciones, como aquellos que llevan a cabo la vigencia de un contrato comercial, que poseen certificados de residente extranjero válidos, credenciales diplomáticas u otra documentación oficial y permisos especiales.
| Niveles              | Sugerencias                                                                                     | Países / regiones incluidos |
| -------------------- | ----------------------------------------------------------------------------------------------- | --------------------------- |
| Nivel 1: Espera      | Siga las medidas de prevención locales. Auto cuarentena durante 14 días requerido a la llegada. | Ninguno                     |
| Nivel 2: Alerta      | Otras medidas de protección. Auto cuarentena por 14 días requerido a la llegada.                | Ninguno                     |
| Nivel 3: Advertencia | Evite todos los viajes no esenciales. Auto cuarentena por 14 días requerido a la llegada.       | Global                      |

## Impacto económico

### Aviación
En la industria de la aviación, los vuelos directos de la aerolínea taiwanesa China Airlines a Roma han sido rechazados y cancelados desde que Italia anunció la prohibición de los vuelos taiwaneses. La segunda aerolínea taiwanesa más grande, Eva Air, también ha pospuesto el despegue de los vuelos de Milán y Phuket. Ambas aerolíneas taiwanesas han cortado numerosos destinos a través del Estrecho, dejando solo tres ciudades chinas aún atendidas.

### Bolsas de valores
El índice bursátil ponderado de capitalización de Taiwán ha disminuido más del 13,1% debido al coronavirus. Los inversores extranjeros han vendido más de NT $ 200 mil millones. TAIEX también ha alcanzado un mínimo de 42 meses, cerrando en 8,681.34 puntos. El Fondo Nacional de Estabilización decidió el 19 de marzo que es esencial intervenir en el mercado de valores.

## Evacuaciones relacionadas con la pandemia
| Fecha de salida         | Evacuados     | Aeropuerto de salida                                               | Aeropuerto de llegada                      | Notas |
| ----------------------- | ------------- | ------------------------------------------------------------------ | ------------------------------------------ | --- |
| 3 de febrero de 2020    | 247           | Aeropuerto Internacional de Wuhan-Tianhe                           | Aeropuerto Internacional de Taiwán Taoyuan | Vuelo chárter operado por China Eastern Airlines. |
| 21 de febrero de 2020   | 19            | Aeropuerto Internacional de Haneda                                 | Aeropuerto Internacional de Taiwán Taoyuan | Pasajeros evacuados del Diamond Princess. |
| 2 de marzo de 2020      | 11            | Aeropuerto de Estambul                                             | Aeropuerto Internacional de Taiwán Taoyuan | Después de que un pasajero israelí en otro vuelo de Turkish Airlines dio positivo, la aerolínea realizó un vuelo especial para llevar a un grupo de turistas taiwaneses en el mismo vuelo que el caso confirmado a casa. |
| 10, 11 de marzo de 2020 | 361           | Aeropuerto Internacional de Wuhan-Tianhe                           | Aeropuerto Internacional de Taiwán Taoyuan | Después de algún conflicto entre los gobiernos chino y taiwanés, dos vuelos, uno operado por China Airlines con 169 evacuados y otro por China Eastern Airlines con 192, llegaron alrededor de las 23:00 el 10 de marzo y las 4:00 el 11 de marzo, respectivamente. |
| 29, 30 de marzo de 2020 | 367           | Aeropuerto Internacional de Shanghái-Pudong                        | Aeropuerto Internacional de Taiwán Taoyuan | Un vuelo operado por China Airlines evacuó a 153 ciudadanos taiwaneses de Shanghái el 29 de marzo. Otros 214 evacuados fueron trasladados a Taiwán el 30 de marzo. |
| 29 de marzo de 2020     | 55 29 34 14 7 | Aeropuerto Internacional de Cusco Aeropuerto Internacional de Lima | Aeropuerto Internacional de Miami          | El vuelo, fletado por LATAM Airlines, partió de Cusco, una ciudad del sudeste de Perú, con 38 taiwaneses a bordo, luego voló a la capital, Lima, para recoger hasta 17 ciudadanos taiwaneses adicionales. Otros 84 pasajeros de cuatro nacionalidades diferentes (Japón, Singapur, Malasia y los Estados Unidos ) abordaron el avión, elevando el número total de pasajeros a 139. El vuelo aterrizó en Miami y a todos los pasajeros se les permitió permanecer en la ciudad o continuar su viaje a su propio país. |

## Respuestas internacionales
El despliegue temprano en Taiwán de medidas de control de epidemias y acciones de seguimiento, han recibido elogios y aprobación internacional. El 13 de marzo de 2020, el Ministerio de Asuntos Exteriores de Taiwán hizo arreglos para que el ministro de Salud, Chen Shih-chung, se reuniera con enviados y representantes de varios países, para que se afirmaran los métodos de prevención de epidemias. Taiwán donó un total de 10 millones de máscaras con 7 millones de máscaras a Europa (Italia, España, Alemania, Francia, Bélgica, Holanda, Luxemburgo, República Checa, Polonia, Reino Unido, y Suiza), así como 2 millones de máscaras a Estados Unidos, y 1 millón a aliados diplomáticos, el 1 de abril de 2020.

### Canadá
La Canadian Broadcasting Corporation (CBC) señaló varias medidas que Taiwán ha tomado para prevenir la propagación comunitaria del coronavirus. Hizo hincapié en que Taiwán ha utilizado las lecciones aprendidas durante el brote de SARS 2002–2004 para combatir la pandemia de coronavirus.

### Dinamarca
El ex primer ministro de Dinamarca, Anders Fogh Rasmussen, escribió un artículo para Time, apoyando la participación taiwanesa en organizaciones internacionales como la Organización Mundial de la Salud en un esfuerzo por prevenir las muertes. Ha comparado las acciones preventivas tomadas por el gobierno taiwanés y expresó la creencia de que otras naciones deberían haber implementado medidas similares.

### Alemania
La política alemana Sandra Bubendorfer-Licht describió la respuesta taiwanesa al virus como sobresaliente.

### Israel
El primer ministro israelí, Benjamin Netanyahu, indicó que el gobierno israelí usaría la experiencia de Taiwán para combatir la pandemia.

### Japón
El 10 de marzo, el sitio de noticias japonés Foresight publicó un artículo de un periodista independiente llamado Nojima que está familiarizado con los asuntos de Taiwán, analizando las decisiones políticas de Taiwán con respecto a la epidemia. Los medios japoneses también realizaron largos informes sobre Chen Shih-chung, Tang Feng y otros. Tang Feng recibió la mayor atención en Japón.

### República Popular de China
Debido a la influencia del gobierno chino, Taiwán ha sido excluido de la Organización Mundial de la Salud. Informes falsos del brote que se extendió fuera de control en el sur de Taiwán comenzaron a principios de enero de 2020.

### Nueva Zelanda
El 15 de marzo de 2020, la primera ministra Jacinda Ardern dijo que Nueva Zelanda seguiría el ejemplo de Taiwán en su estrategia para combatir la epidemia. Varios medios de comunicación en Nueva Zelanda también han mencionado lo que Taiwán ha hecho para prevenir el coronavirus. TVNZ1 también informó sobre Taiwán en el titular del sábado a las 6 p. m.

### Corea del Sur
A fines de febrero, cuando Corea del Sur estaba sufriendo su brote interno, y el suministro de mascarillas se estaba agotando. Las noticias de Corea del Sur comenzaron a enfatizar las políticas de mascarillas de Taiwán, incluida la prohibición de las exportaciones de las mismas y las políticas de venta, al tiempo que criticaron al gobierno de Corea del Sur por ser demasiado lento para reaccionar.

### Estados Unidos
Los periódicos y revistas estadounidenses por su parte, han sugerido que Taiwán y otras naciones asiáticas han hecho un mejor trabajo para combatir el coronavirus que los EE. UU. y mencionaron cómo Taiwán ha prohibido la exportación de máscarillas y ha aumentado la producción de máscarillas.

## Estado internacional

### Organización de aviación civil internacional
La Organización de Aviación Civil Internacional (OACI), una agencia especializada de aviación civil de las Naciones Unidas, rechazó la participación de Taiwán en medio del nuevo brote de coronavirus, que afectó la capacidad de Taiwán de recopilar información de la organización internacional. En respuesta a una consulta pública sobre la decisión de la organización en Twitter, la OACI comentó que su acción está destinada a "defender la integridad de la información". El Secretario General de las Naciones Unidas describió estos cuestionamientos como una campaña de desinformación dirigida a la OACI.

### Salud internacional
La Organización Mundial de la Salud (OMS) ha incluido a Taiwán como parte de China, lo que resultó en múltiples países, entre ellos Italia, Vietnam, y Filipinas, que prohibieron brevemente los vuelos desde Taiwán en enero y febrero de 2020, a pesar de que la enfermedad no había alcanzado el estado epidémico en Taiwán.
El Centro de Investigación de Coronavirus de la Universidad Johns Hopkins organizó un mapa interactivo que inicialmente incluía a Taiwán en la categoría "país / región", junto con China continental, Hong Kong, y Macao. El 10 de marzo, el nombre de Taiwán se cambió a Taipéi y alrededores, una designación utilizada por la Organización Mundial de la Salud. Cuando una organización de noticias se comunicó, el profesor asociado a cargo del proyecto afirmó que lo cambiarían a Taiwán de inmediato. Para el 12 de marzo, Taiwán fue restaurado en el mapa, y la universidad declaró que cumpliría con las convenciones de nomenclatura desarrolladas por el Departamento de Estado de los Estados Unidos.
Aunque Taiwán está excluido de la Organización Mundial de la Salud debido a la oposición de China, y por lo tanto tiene un acceso limitado a información y datos científicos compartidos, la respuesta del país ha sido elogiada por la prensa internacional. A pesar de su proximidad a China y los grandes flujos humanos, Taiwán ha registrado la tasa de incidencia más baja per cápita: alrededor de 1 de cada 500,000 personas. Los factores de éxito citados incluyen el hecho de que el vicepresidente del país, Chen Chien-jen, es un epidemiólogo que obtuvo un doctorado en la Escuela de Salud Pública Bloomberg de Johns Hopkins, así como las lecciones aprendidas durante la epidemia de SARS en 2003, que golpeó duro a Taiwán. 
Asimismo infraestructura, incluido el establecimiento de un centro nacional de comando de salud que integra agencias relevantes; análisis de datos; políticas destinadas a mantener la asistencia sanitaria asequible; y amplio análisis educativo luego del brote de SARS. Investigadores del Stanford Health Policy publicaron un artículo en el Journal of the American Medical Association, argumentando que el plan de acción de Taiwán, que incluía 124 acciones discretas, y coordinación para ser implementado en primera instancia, incluían prohibiciones de viaje, cuarentenas, medidas de vigilancia, y distanciamiento social, lo que habría salvado a Taiwán de una grave epidemia.
El 9 de abril, Taiwán exigió una disculpa inmediata del líder de la OMS Tedros Adhanom, quien había hecho acusaciones sobre comentarios racistas.

### Cooperación con los Estados Unidos
El 4 de marzo de 2020, la Cámara de Representantes aprobó por unanimidad (415–0), una versión modificada de la Ley TAIPEI, con el objetivo de apoyar los intentos de Taiwán de unirse a las organizaciones internacionales. El 11 de marzo, el Senado aprobó por unanimidad la versión de la Cámara de la Ley TAIPEI. El 27 de marzo, el presidente de los Estados Unidos Donald Trump, promulgó la Ley TAIPEI. Pero la Ley TAIPEI fue denunciada por el gobierno comunista chino.
El 18 de marzo, el Instituto Americano en Taiwán anunció que Estados Unidos cooperaría con Taiwán en la investigación y el desarrollo de vacunas y pruebas rápidas. Estados Unidos y Taiwán celebraron un foro en línea que se centró en la participación de Taiwán en la Organización Mundial de la Salud y en cómo compartir el éxito que Taiwán ha logrado a lo largo de la pandemia. La portavoz del Ministerio de Relaciones Exteriores de China, Hua Chunying, criticó esta acción como manipulaciones políticas.

## Controversias

### Organización Mundial de la Salud

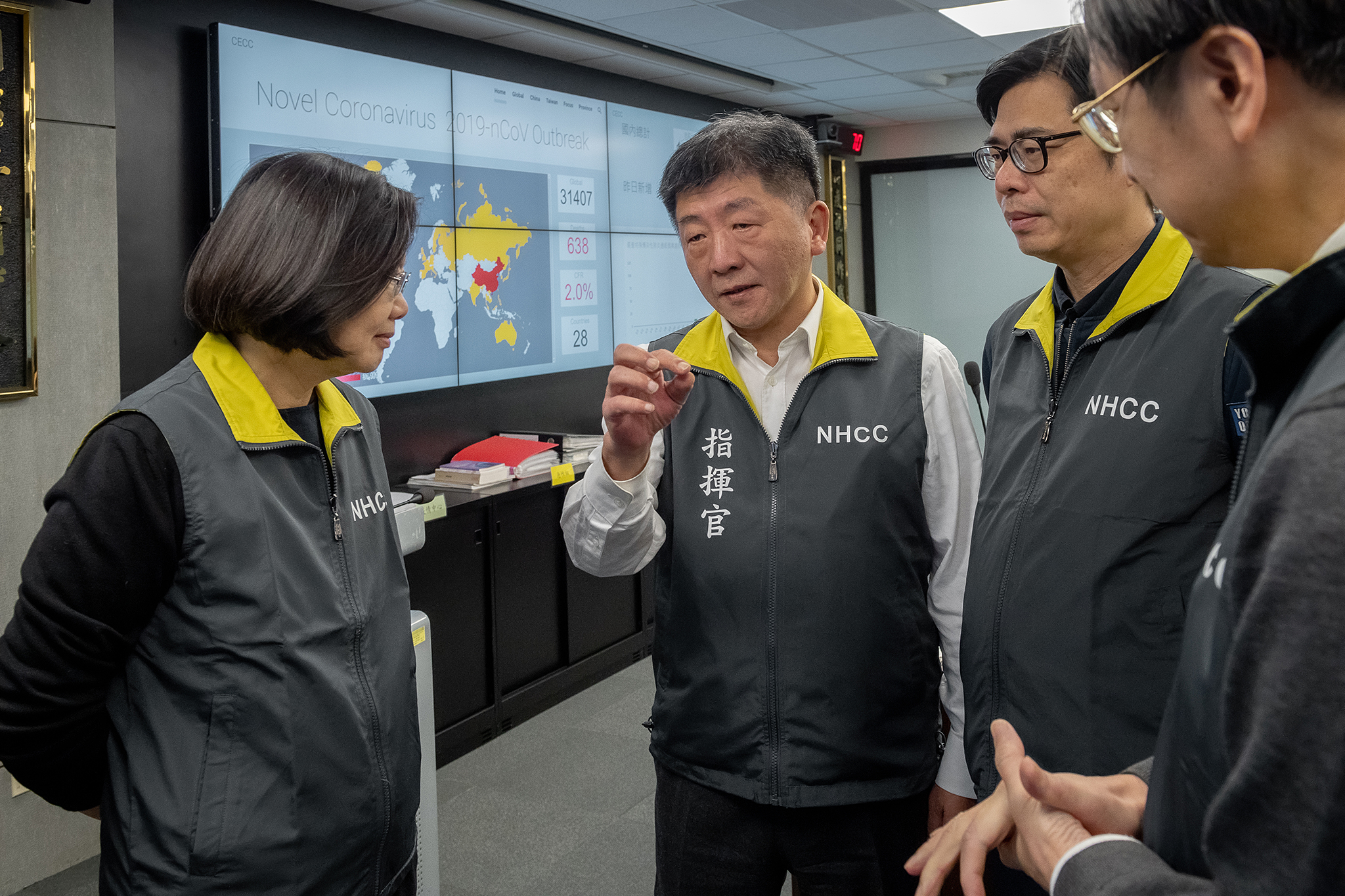
La Presidenta de Taiwán visitando un Centro de Control de Epidemias fecha: 6 de febrero de 2020.

La emisora de Hong Kong RTHK transmitió una entrevista con Bruce Aylward, el subdirector general de la OMS, quien habló con la periodista Yvonne Tong en una videollamada. En el segmento, la Sra. Tong pregunta si la OMS podría reconsiderar dejar que Taiwán se una a la organización. Ella se encuentra con un largo silencio del Sr. Aylward, quien luego dice que no puede escucharla y le pide que pase a otra pregunta. La Sra. Tong lo presiona nuevamente, diciendo que le gustaría hablar sobre Taiwán. En este punto, el Sr. Aylward parece colgar la llamada. Cuando la periodista llama nuevamente al Sr. Aylward, ella le pregunta si él podría comentar sobre la respuesta de Taiwán al coronavirus. El Sr. Aylward responde: "Bueno, ya hemos hablado de China". Su última línea parecía reflejar la postura de China sobre Taiwán, que es que la isla es una provincia separatista. Taiwán, sin embargo, se considera un país independiente.
La presidenta Tsai Ing-wen respondió a la declaración de la OMS diciendo que esperaba que todos los países después de experimentar un brote entenderían mejor las capacidades y áreas de contribución de Taiwán, para considerar seriamente la participación de Taiwán en la respuesta global a la pandemia. Ella agregaría que la postura de Taiwán siempre ha sido clara: «tiene la capacidad y la voluntad de trabajar con los países en la protección de la salud, y también está dispuesta a compartir experiencias útiles», dijo. El ministro de Relaciones Exteriores Joseph Wu, ha sido menos diplomático, y durante el fin de semana volvió a publicar la entrevista de Aylward en un tuit, diciendo: «Wow, ¿ni siquiera pueden pronunciar “Taiwán” en la OMS?».

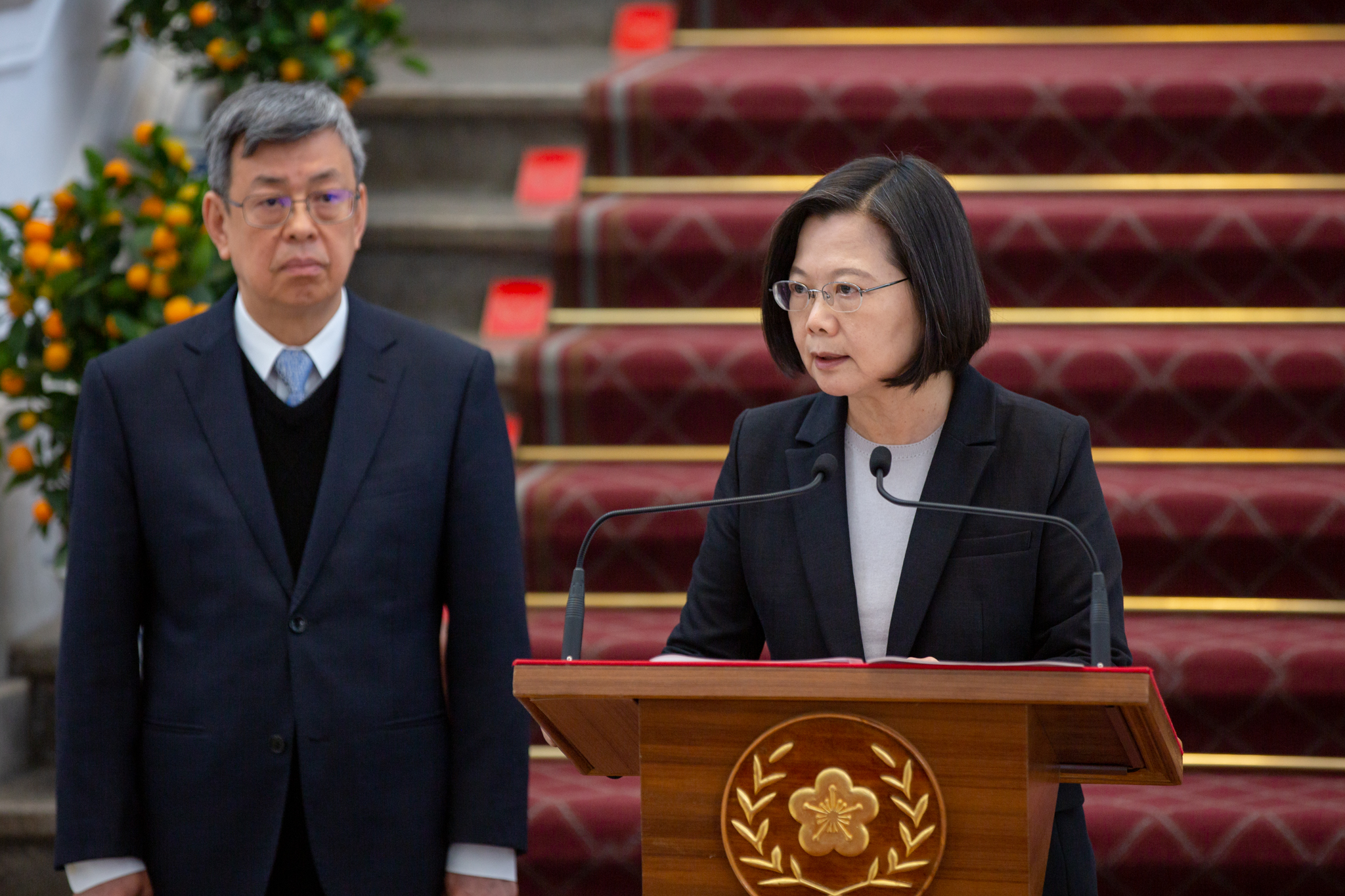
La Presidenta de Taiwán en una conferencia al inicio de la pandemia; fecha: 22 de enero de 2020.

Luego de la entrevista del Sr. Aylward, la OMS dijo que la cuestión de la membresía taiwanesa no era para que su personal respondiera, diciendo en cambio que "depende de los estados miembros de la OMS". El jefe de la OMS, Tedros Adhanom Ghebreyesus, sin presentar pruebas, dijo que su administración está siendo objeto de comentarios racistas y amenazas de muerte durante meses.
La presidenta Tsai Ing-wen dijo que Taiwán se opone a cualquier forma de discriminación e invitó al Dr. Tedros a visitar la isla y que igualmente exigía una disculpa de Tedros. El gobierno de Taiwán más tarde diría que la OMS le había negado el acceso a información vital a medida que se propagaba el coronavirus.
La OMS ha sido criticada cada vez más por varios países por su manejo de la pandemia, que ha infectado a millones de personas, ya que ha sido acusada de estar "centrada en China". Taiwán igualmente acusa a la organización de un "incumplimiento del deber".
En abril el gobierno de Taiwán hizo público un correo electrónico que fue enviado a la OMS el 31 de diciembre solicitando información sobre un posible brote en Wuhan, diciendo que habían visto informes de siete personas infectadas con una enfermedad similar al SARS.
El Sr. Chen agregó que si China no notificó a la OMS que era evidencia de un encubrimiento por parte de Beijing, o si China notificó a la OMS, entonces fue un "incumplimiento del deber" de la organización no transmitir información.
El ministro de salud también acusó a la OMS de discutir sobre la redacción a medida que aumenta la presión sobre la organización. China confirmó por primera vez la transmisión del virus entre personas el 20 de enero, y el 12 de enero la OMS había dicho que no había evidencia clara de tal transmisión. Sin embargo, la desconfianza del régimen chino significaba que Taiwán ya estaba revisando las llegadas de Wuhan desde el 31 de diciembre.